# Netweek calcio show
Netweek Calcio Show, precedentemente noto dal 1999 al 2023 come Diretta Stadio... ed è subito goal!, e da gennaio ad agosto 2024 come Diretta Studio, è un programma televisivo sul calcio in onda su Telecity e diffuso in gran parte d'Italia tramite il circuito televisivo Netweek.
Il programma segue in diretta le partite dei campionati di Serie A e B, delle coppe europee e gli incontri della Nazionale in competizioni internazionali (Europei, Mondiali e qualificazioni) con la presenza in studio di opinionisti-tifosi ed ex calciatori.

## Storia del programma
Il programma è nato nel 1999 sulla rete televisiva 7 Gold con la denominazione Diretta Stadio...ed è subito goal, in seguito semplificato in Diretta Stadio, condotto da Giorgio Micheletti, ideatore dello stesso assieme al regista Omar Nobili, e con la partecipazione di Gian Maria Gazzaniga, sostituito l'anno dopo da David Messina.
Dopo l'abbandono di Messina (nel 2004) e Micheletti (nel 2005), la conduzione del programma è passata ad Alessandro Biolchi, poi a Giovanna Martini e Fulvio Giuliani (dalla fine del 2006 al 2013).
Attualmente, se ne occupano Francesco Bonfanti, Federico Bertone, Paolo Marcello e la riconfermata Giovanna Martini. Nel 2005 il ruolo di regista passa a Fabiano Foschini.
Tra la fine del 2006 e l'inizio del 2007, sono entrati a far parte della squadra di 7 Gold i giornalisti Tiziano Crudeli ed Elio Corno.

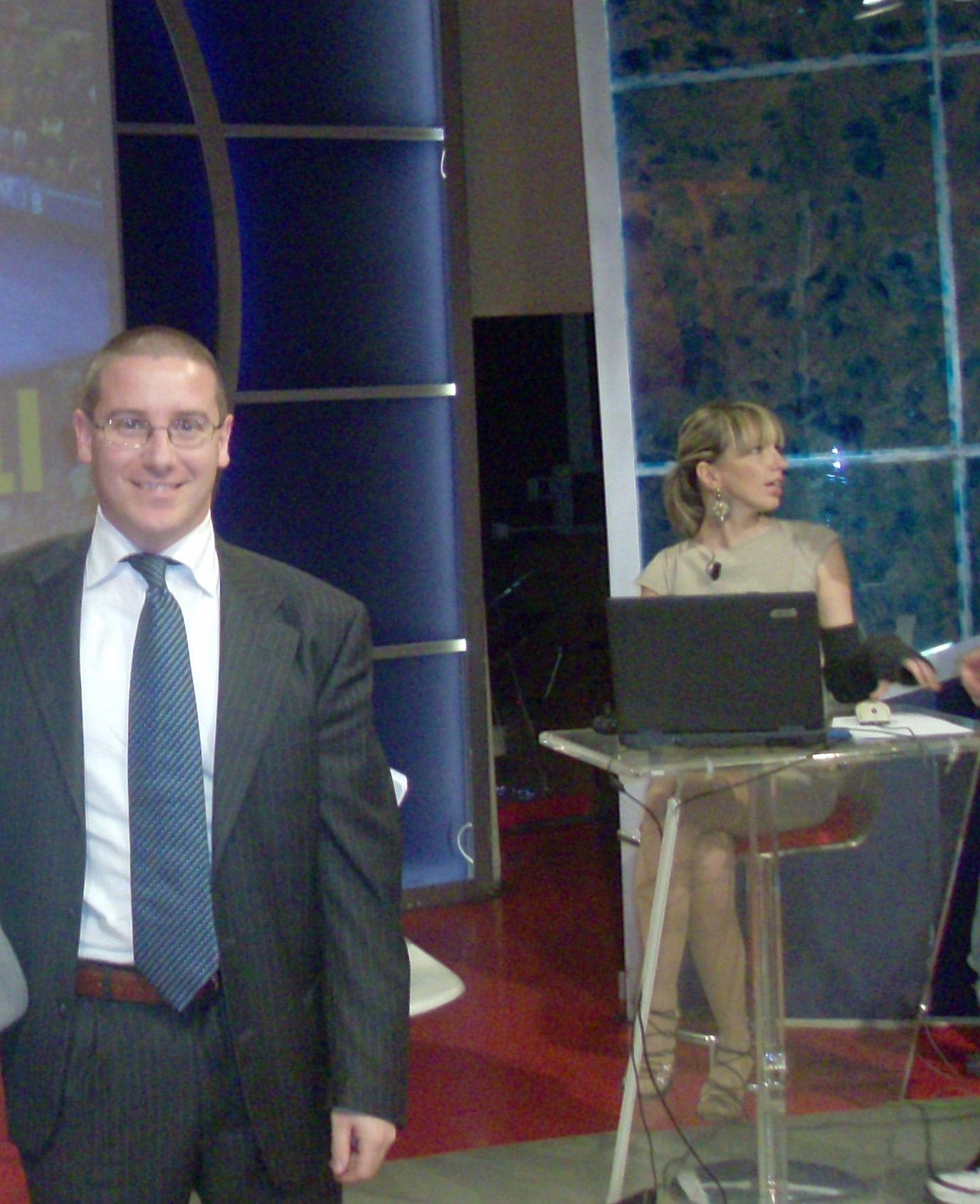
Francesco Bonfanti e Alessandra Magni nello studio di Diretta stadio... ed è subito goal! nel 2012.

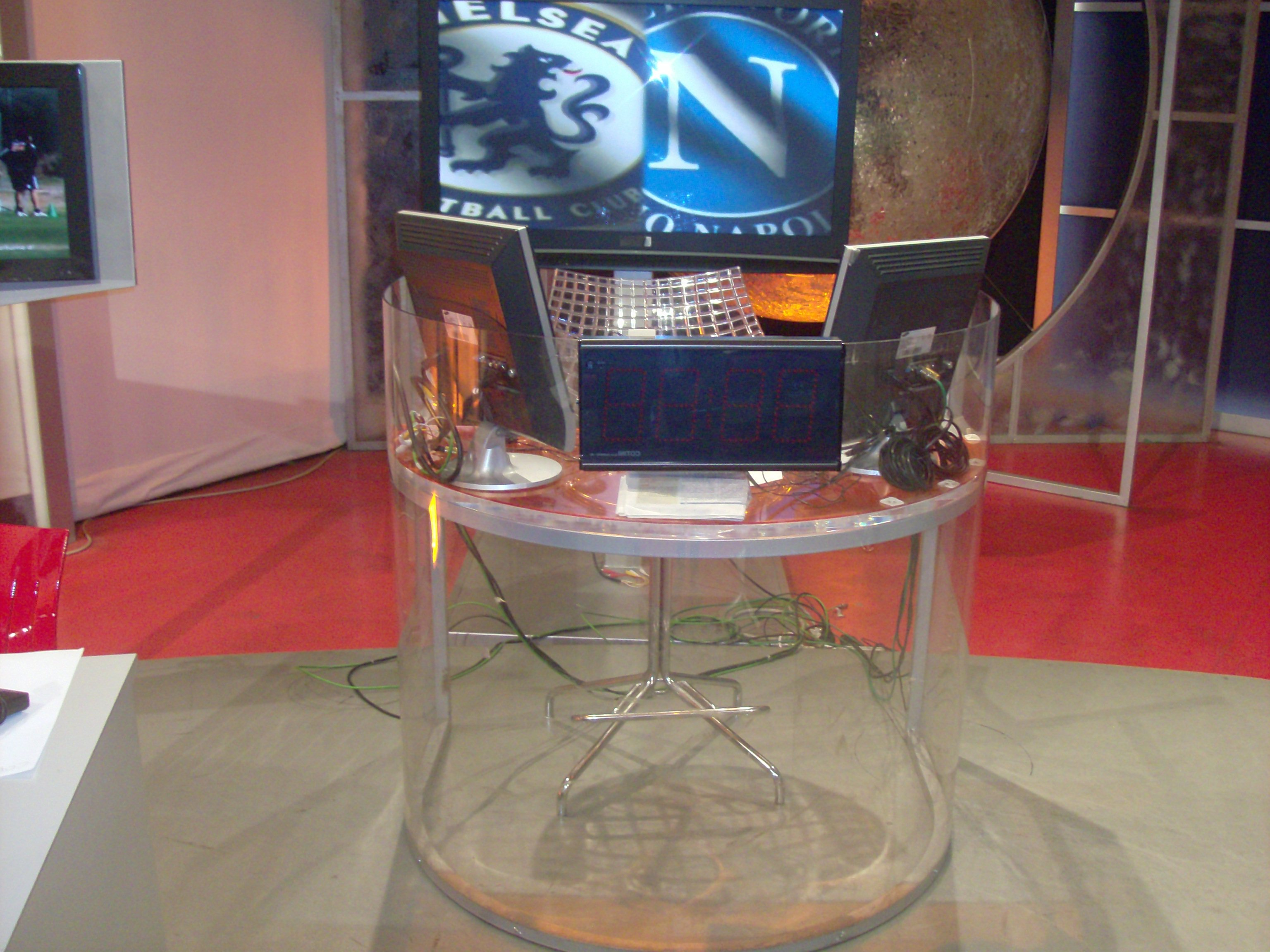
Postazione dei telecronisti

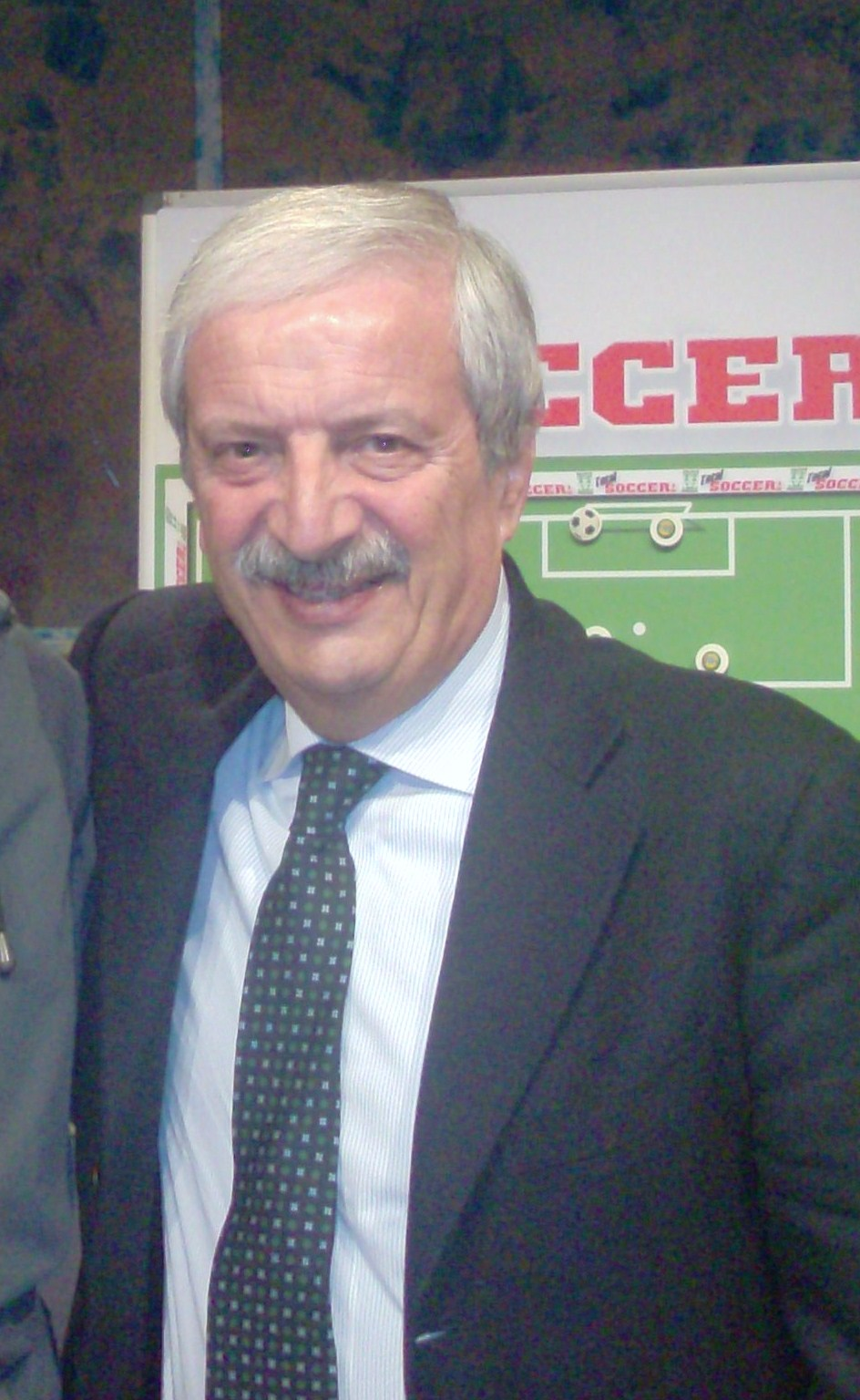
Tiziano Crudeli

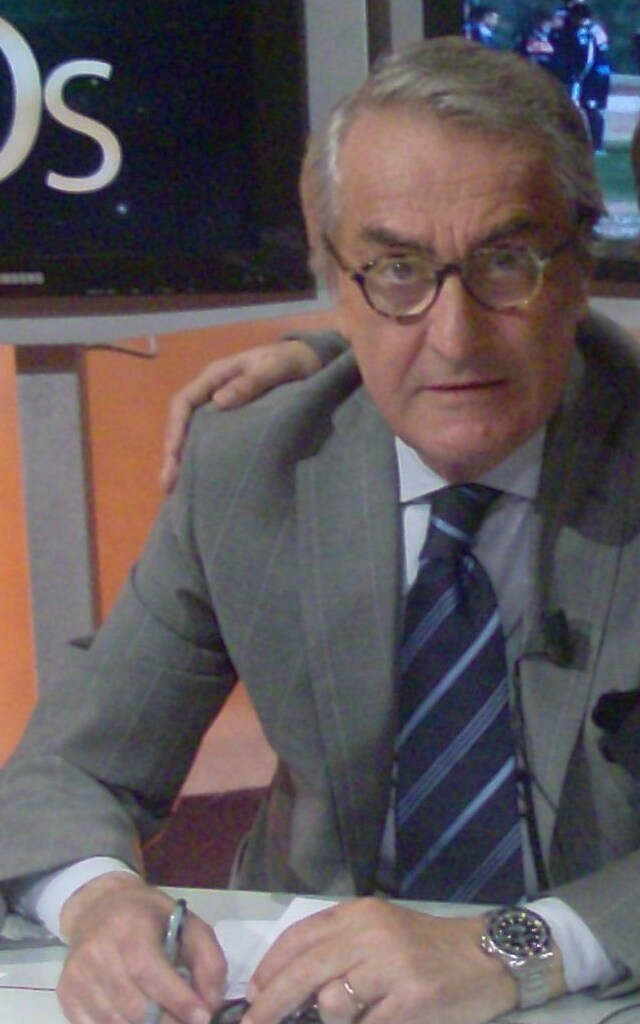
Elio Corno

Evaristo Beccalossi

La trasmissione ha raggiunto il massimo dell'audience nel periodo 2000-2004, trasmettendo in diretta le partite di qualificazione al Mondiale 2002, alcuni incontri della Coppa UEFA 2001-2002 (tra cui il quarto di finale Valencia-Inter e la semifinale tra Feyenoord e nerazzurri) e le qualificazioni all'Europeo 2004.
Nei primi anni Diretta Stadio...ed è subito goal era visibile solo nel Nord Italia ma, a partire dall'edizione 2003-2004, è visibile in quasi tutto il territorio nazionale, dato che l'emittente 7 Gold si è affiliata nel tempo a molte televisioni regionali.
Dall'edizione 2010 i commenti dagli stadi sono stati quasi completamente soppressi e solo in qualche caso rimpiazzati da collegamenti telefonici. Tale misura è stata presa in seguito alla decisione della Lega Calcio di riservare i collegamenti televisivi dagli stadi alle emittenti televisive che avevano acquisito i diritti per il campionato di Serie A.
In seguito alla fine della collaborazione tra Telecity, l'emittente che produce il programma, e il network 7 Gold che lo trasmetteva a livello nazionale, dal 1º gennaio 2024 cambia titolo in Diretta Studio e va in onda sul nuovo circuito televisivo Netweek, che comprende Telecity e altre emittenti affiliate in varie regioni italiane. Dal 16 agosto successivo il programma cambia nuovamente nome in Netweek Calcio Show, con alla conduzione Federico Bertone, Francesco Bonfanti, Paolo Marcello e Vittoria Castagnotto che si alternano con l’ex direttore di Sport Mediaset Claudio Brachino (divenuto editorialista di Italpress WebTV).
Fin dal suo esordio, il programma è realizzato presso gli studi del centro di produzione di Telecity Lombardia di Assago.

## Opinionisti in studio
- Massimo Brambati, ex calciatore di Torino, Empoli e Bari;
- Danilo Sarugia, giornalista sportivo tifoso dell'Inter;
- Francesco Oppini, opinionista tifoso della Juventus, (figlio di Franco Oppini e Alba Parietti);
- Michele Borrelli, giornalista sportivo direttore di InterFanTV;
- Gianni Solaroli, art director del rotocalco Novella 2000 e tifoso del Milan;
- Fabio Santini, giornalista del quotidiano Libero e dell'emittente radiofonica RTL 102.5;
- Antonio Paolino, giornalista sportivo tifoso della Juventus FC;
- Marianna Montagnino, giornalista sportiva tifosa del Torino;
- Paolo Vinci, avvocato e giornalista sportivo tifoso del Milan;
- Rudy Smaila, attore, cantante e tifoso del Milan; (figlio di Umberto Smaila)
- Ugo Conti, attore, tifoso del Milan;
- Evaristo Beccalossi, ex centrocampista dell’Inter e dirigente;
- Giacomo Ferri, ex difensore del Torino e dirigente;
- Massimiliano Lavia, avvocato, opinionista e tifoso del Milan;
- Marcello Chirico, giornalista sportivo tifoso della Juventus, direttore di ilBianconero.com;
- Massimiliano Greco, match analyst, opinionista e tifoso dell'Inter;
- Luca Serafini, giornalista sportivo tifoso del Milan
- Simone Barbato, comico, tifoso dell'Inter;
- Paolo Bargiggia, giornalista sportivo esperto di calciomercato;
- Alberto Giambruno, giornalista sportivo di Palermo, tifoso del PALERMO FC. (Simpatizza e segue anche L'Atalanta)
- Daniela Vantaggiato, opinionista e tifosa del Lecce
- Alberto Cristani, giornalista sportivo tifoso dell'Hellas Verona
- Luciano Moggi, ex dirigente.
- Mark Iuliano, ex calciatore e allenatore.

## Telecronisti e ospiti storici
- Milan; Emilio Bianchi 1999-2006, Tiziano Crudeli 2006-2024, Matteo Mosconi dal 2023
- Inter; Danilo Sarugia 1999-2003 come telecronista e dal 2004 come opinionista, David Messina (voce tecnica) 1999-2004, Andrea Bosio 2003-2007, Elio Corno 2006-2022, Filippo Tramontana 2007-2023, Michele Borrelli dal 2024
- Juventus; Claudio Zuliani 1999-2009 e dal 2024, Antonio Paolino 2009-2016 e dal 2022, Valerio Pavesi 2020-2022, Francesco Oppini 2016-2020 e dal 2022
- Napoli (dal 2005); Rossella Altamura dal 2005 al 2008 (quando 7 Gold era affiliata a Canale 8), Claudio Fiume dal 2008 al 2013, Akka (rapper) dal 2013, Mimmo Pesce dal 2010 al 2015, Gianluca Vigliotti 2020-2023
- Atalanta; Roberto Pelucchi (ora giornalista della gazzetta dello sport) talvolta con assieme a Marino Magrin 1999-2003, Fabrizio Esposito 2003-2006, Paolo Oggioni dal 2006 al 2010,  Alberto Giambruno dal 2021
- Fiorentina; Michel Isler 1999-2008 (quando 7 Gold era affiliata ad Italia 7 Toscana), Lorenzo Cassigoli e Michele Baragatti dal 2008 al 2010 (da quando 7 Gold è affiliata a TVR Teleitalia), Andrea Bruno Savelli dal 2011
- Lazio  Roma; Emmanuel Milano 2003-2010, Massimo Esposito fino al 2010, Fabio Camillacci dal 2003; la Roma, raramente, veniva commentata anche da Gianni Solaroli
- Genoa; Marco Benvenuto dal 1999 al 2010
- Chievo; Roberto Guidetti dal 1999 al 2010
- Udinese; Ezio Maria Cosoli dal 1999 al 2010
- Bologna; Alessandro Bonora 1999-2005, Emanuele Righi 2005-2008, Filippo Cotti dal 2008 al 2010, Enrico Ciaccio dal 2010 ad oggi
- Parma; Claudio Raimondi 1999-2002, Emanuele Righi 2002-2003, Alessandro Piovani 2003-2007, Pier Paolo Cattozzi 2007 al 2010, Francesca Di Vincenzi fino al 2010
- Palermo (dal 2007); Carlo Cangemi dal 2007 al 2010
- Catania (dal 2007); Giacomo Cagnes dal 2007 al 2010, dal 2009-2010 saltuariamente sostituito da Attilio Scuderi o Tony Costa
- Lecce (dal 2006); Pierpaolo Sergio dal 2006 al 2010, Daniela Vantaggiato dal 2022
- Torino; Cesare Barbieri 1999-2003, Ezio Pregnolato 2003-2005, Paolo Aghemo dal 2005 al 2010
- Sampdoria; Marco Benvenuto dal 1999 al 2010
- Modena (dal 2002); Emanuele Righi 2002-2004, Filippo Marelli dal 2004 al 2010
- Vicenza (dal 2005); Stefano Pittarello dal 2005 al 2010
- AlbinoLeffe (dal 2006); Paolo Oggioni dal 2006 al 2010
- Brescia; Claudio Raimondi 1999-2002, Antonio Berardi 2000-2003, Alessandro Longhi 2003-2006, Federico Zanon 2006, Jacopo Giavenni 2007-2010
- Bari (dal 2006); Enzo Tamborra 2006-2009, Roberto Longo 2009-2010.

## Emittente nazionale
Il programma dal 1 Luglio 2025 viene trasmesso anche a livello nazionale su iL61 NETWEEK, canale 61 del digitale terrestre, in streaming sulla pagina Facebook ufficiale del programma NetWeekSportTV ed all'interno del sito web del Gruppo Sciscione.

## Emittenti locali affiliate

### Emittenti attualmente affiliate
- Telecity per la Lombardia, il Piemonte, la Liguria e la Valle d'Aosta,
- È TV per l'Emilia-Romagna, le Marche e l'Umbria,
- Italia 7 Toscana per la Toscana,
- Gold TV per il Lazio,
- Odeon per la Sardegna,
- Il 13 per il Friuli-Venezia Giulia,
- Telemax per  l'Abruzzo e il Molise,
- RTI per la Calabria,
- Video Regione 14 per la Sicilia,
- Easy TV per la Puglia,
- Telecapri per la Campania.

Dal 1 Luglio 2025 non tutte le emittenti affiliate trasmettono il programma in diretta ma potrebbero mandarlo in onda in differita o al momento non includerlo in palinsesto per motivi organizzativi.

### Emittenti che in passato hanno ritrasmesso il programma
- Telepadova
- TV7 Triveneta
- Sestarete
- TVR Teleitalia
- Teleadriatica
- 7 Gold Marche
- Umbria TV
- 7 Gold Lazio
- ITR Sora
- Antenna 10
- Canale 8
- 7 Gold Campania
- Canale 9
- Telemia
- Video Emme
- 7 Gold Puglia
- 7 Gold Calabria
- Telerent
- Sardegna Uno